# David Holmgren
David Holmgren (Australia, 1955) è un ecologo, agronomo e educatore australiano.
Insieme a Bill Mollison è il padre della permacultura, il modello di agricoltura orientato alla conservazione dell'ambiente. Negli ultimi anni Holmgren si è impegnato nella costruzione di ecovillaggi, ossia di comunità orientate su un modello di vita ecologicamente sostenibile.

## Vita e opere
Holmgren è nato nello stato dell'Australia Occidentale. Ha studiato presso il College of Advanced Education di Hobart, in Tasmania, dove nel 1974 incontrò Bill Mollison, che era allora docente presso l'Università della Tasmania. I due hanno scoperto di condividere un forte interesse per le relazioni tra sistemi naturali ed umani. Le loro conversazioni di ampio respiro e le esperienze di giardinaggio hanno incoraggiato Holmgren a scrivere l'opera che sarebbe stata pubblicata nel 1978 come Permaculture One.
Ho stilato il manoscritto, che si basava in parte sulle nostre continue discussioni e sulla nostra pratica di lavoro insieme in giardino e sulle nostre visite ad altri luoghi in Tasmania ... Ho usato questo manoscritto come il mio riferimento principale per la mia tesi, che ho presentato ed è stata approvata nel 1976.
Il libro era un miscuglio di intuizioni in materia di agricoltura, architettura del paesaggio ed ecologia. Le relazioni tra queste discipline, sono state rielaborati in un originale sistema di progettazione chiamato permacultura. Anche se il titolo deve chiaramente qualcosa al Tree Crops: A Permanent Agriculture di Russell Smith (prima edizione 1929), principale fonte di ispirazione teorica di Holmgren sono state le dinamiche energetiche dell'ecologo americano Howard T. Odum (Environment, Power and Society, 1971). Lo stesso libro fu promosso da David M. Scienceman come piattaforma per un partito politico scientifico.
Secondo Holmgren,
La parola permacultura è stata coniata da Bill Mollison e da me a metà degli anni ‘70 per descrivere un "sistema integrato ed in evoluzione di specie vegetali ed animali perenni od auto-perpetuanti utili all'uomo". Una definizione più attuale di permacultura, che riflette l'espansione dell'obbiettivo centrale implicito in Permaculture One, è " paesaggi progettati consapevolmente che imitano i modelli e le relazioni presenti in natura, ma producono abbondanza di cibo, fibre ed energia per la fornitura delle esigenze locali". La gente, le loro abitazioni e i modi in cui si organizzano sono al centro della permacultura. Così la visione della permacultura quale agricoltura permanente (sostenibile) si è evoluta in una della cultura permanente (sostenibile).
Permaculture One ebbe molto più successo del previsto, dato che sembrava soddisfare un bisogno dell'emergente controcultura ambientalista in cerca di qualcosa di positivo e solido a cui allinearsi. Il libro venne pubblicato in cinque lingue, ma ora è fuori stampa e di valore principalmente storico, essendo stato sostituito ed affinato in opere successive.
Mentre Bill Mollison viaggiava per il mondo insegnando e promuovendo la permacultura, Holmgren è stato più cauto sul fatto che il potenziale della permacultura fosse all'altezza delle promesse talvolta fatte al riguardo. Ha concentrato i suoi sforzi sulla sperimentazione e sull'affinamento della sua idea, in primo luogo sulla proprietà di sua madre nel sud del New South Wales (Permaculture in the Bush, 1985; 1993), quindi, sulla sua proprietà, Melliodora, Hepburn Permaculture Gardens, a Hepburn Springs  (Victoria) che ha sviluppato con la sua compagna, Su Dennett (Melliodora, Hepburn Permacultura Gardens - dieci anni di vita sostenibile, 1996; Payne, 2003).
Dal 1983 Holmgren ha agito attraverso la sua Holmgren Design Services come consulente per un gran numero di progetti, esempi dei quali possono essere trovati nel rapporto Trees on Treeless Plains: Revegetation Manual for the Volcanic Landscapes of Central Victoria (1994). Holmgren ha iniziato a tenere corsi di progettazione permaculturale nel 1991 e dal 1993 ha insegnato a casa sua ad Hepburn.
Un progetto importante è stato il Fryers Forest eco-village,  su un sito nei pressi di Castlemaine (Victoria), che mirava a creare un modello di gestione sostenibile delle foreste per un'edilizia ecologica e finanziariamente autosufficiente.